# Campionati mondiali di ginnastica artistica 2013 - Parallele asimmetriche

## Qualificazioni
| Pos. | Ginnasta        | Totale | Qual. |
| ---- | --------------- | ------ | ----- |
| 1    | Yao Jinnan      | 15.433 | Q     |
| 2    | Kyla Ross       | 15.133 | Q     |
| 3    | Huang Huidan    | 15.133 | Q     |
| 4    | Rebecca Downie  | 15.100 | Q     |
| 5    | Alija Mustafina | 14.900 | Q     |
| 6    | Simone Biles    | 14.800 | Q     |
| 7    | Ruby Harrold    | 14.600 | Q     |
| 8    | Sophie Schreder | 14.566 | Q     |
| 9    | Tatiana Nabieva | 14.533 | R1    |
| 10   | Shang Chunsong  | 14.400 | —     |
| 11   | McKayla Maroney | 14.300 | —     |
| 12   | Elisabeth Seitz | 14.266 | R2    |
| 13   | Natsumi Sasada  | 14.100 | R3    |

## Risultati
| Pos.    | Ginnasta        | Nazione     | Punteggio di partenza | Punteggio della giuria | Penalità | Totale |
| ------- | --------------- | ----------- | --------------------- | ---------------------- | -------- | ------ |
| Oro     | Huang Huidan    | Cina        | 6,600                 | 8,800                  | -        | 15,400 |
| Argento | Kyla Ross       | Stati Uniti | 6,400                 | 8,866                  | -        | 15,266 |
| Bronzo  | Alija Mustafina | Russia      | 6,500                 | 8,533                  | -        | 15,033 |
| 4       | Simone Biles    | Stati Uniti | 6,100                 | 8,616                  | -        | 14,716 |
| 5       | Sophie Scheder  | Germania    | 6,400                 | 8,283                  | -        | 14,683 |
| 6       | Yao Jinnan      | Cina        | 6,900                 | 7,733                  | -        | 14,633 |
| 7       | Ruby Harrold    | Regno Unito | 6,300                 | 8,033                  | -        | 14,333 |
| 8       | Rebecca Downie  | Regno Unito | 6,400                 | 7,400                  | -        | 13,800 |